# Cylindrophis ruffus
Cylindrophis ruffus är en ormart som beskrevs av Laurenti 1768. Cylindrophis ruffus ingår i släktet cylinderormar, och familjen Cylindrophiidae. Internationella naturvårdsunionen kategoriserar arten globalt som livskraftig.
Denna orm förekommer i Sydostasien från sydöstra Kina och Myanmar över Malackahalvön till Borneo, Java, Sulawesi och till mindre öar i samma region. Den föredrar öppna fuktiga landskap som grästäckta vägkanter, risodlingar och trädgårdar, ofta intill dammar, vattendrag eller pölar.

## Underarter
Arten delas in i följande underarter:
- C. r. burmanus
- C. r. ruffus